# Tamasesia
Tamasesia is een geslacht van spinnen uit de  familie van de Mysmenidae.

## Soorten
- Tamasesia acuminata Marples, 1955
- Tamasesia marplesi Brignoli, 1980
- Tamasesia rotunda Marples, 1955